# Nymphaea gracilis
Nymphaea gracilis är en näckrosväxtart som beskrevs av Joseph Gerhard Zuccarini. Nymphaea gracilis ingår i släktet vita näckrosor, och familjen näckrosväxter. Inga underarter finns listade i Catalogue of Life.